# Анадримадуза Ретовського
Анадримаду́за Рето́вського (Anadrymadusa retowskii) — вид комах родини справжніх коників. Один з понад 20 видів східносередземноморського понтійсько-гірського роду; єдиний вид роду у фауні України. Занесений у Червону книгу України зі статусом «вразливий» і в Червоний список Міжнародного союзу охорони природи зі статусом «вид під загрозою вимирання».

## Морфологічні ознаки
Тіло завдовжки (у самки — не враховуючи довжини яйцекладу) 31—36 мм. Світло-бурі. Вусики щетинкоподібні, довші за тіло, однотонно-бурі. Передньоспинка циліндрична, з двома темними плямами на бокових поверхнях. Короткокрилі, надкрила виступають з-під передньоспинки та прилягають один до одного, бурі, іноді із зеленуватим відтінком. Яйцеклад самки довгий, шаблеподібний, 25—27 мм. На кінці черевця самця знизу — 2 пари тонких відростків: пара шипів (направлені назад) та церки (тонкі, направлені вгору, без виступу на внутрішній стороні).

## Поширення
Ендемік південного берега Криму. Характерний у прибережній смузі (зокрема, біля міст Алупки й Алушти) та на кам'янистих схилах (Карадазький природний заповідник).

## Особливості біології
Генерація однорічна. Зимують у фазі яйця. Личинки з'являються навесні. Дорослі комахи зустрічаються з середини липня до початку вересня. Тримаються на сухих ділянках кам'янистих степів, що добре прогріваються сонцем, у вимитих водою неглибоких ярах на південних схилах гір та горбів (100–200 м н. р. м.). Тяжіють до комплексу рослинності скаженого огірка.

## Чисельність
Рідкісний вид, реєструються лише поодинокі екземпляри. Зникає через надмірне рекреаційне навантаження.

## Охорона
Охороняється у Карадазькому природному заповіднику. Треба вивчити особливості біології виду. Рекомендується створити у місцях перебування виду ентомологічні заказники. Розмноження у неволі не проводилось.

## Галерея

Самиця, Крим, Коктебель, г.Татар-Хабурга
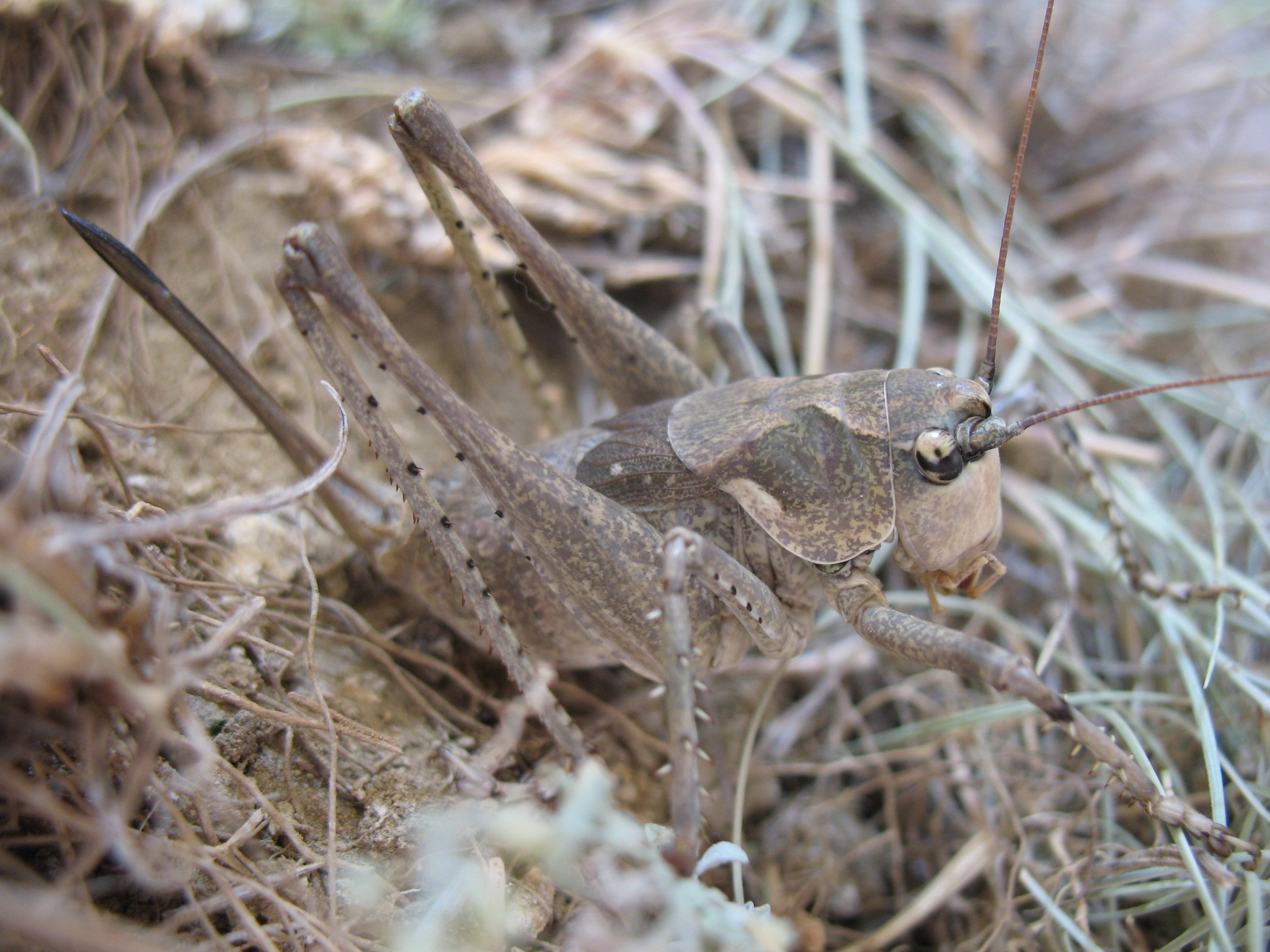
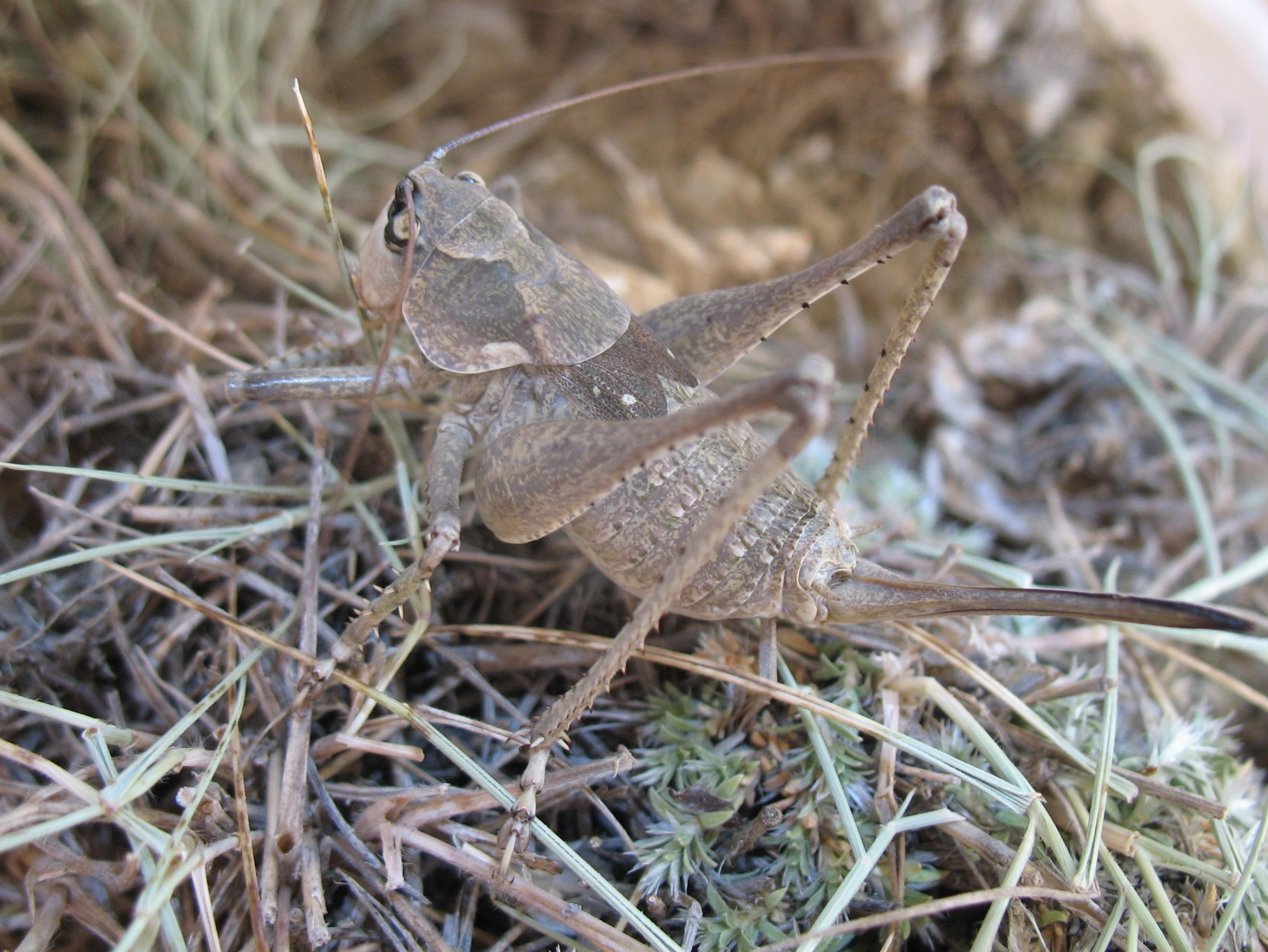

Самець, Крим, Коктебель, г.Татар-Хабурга
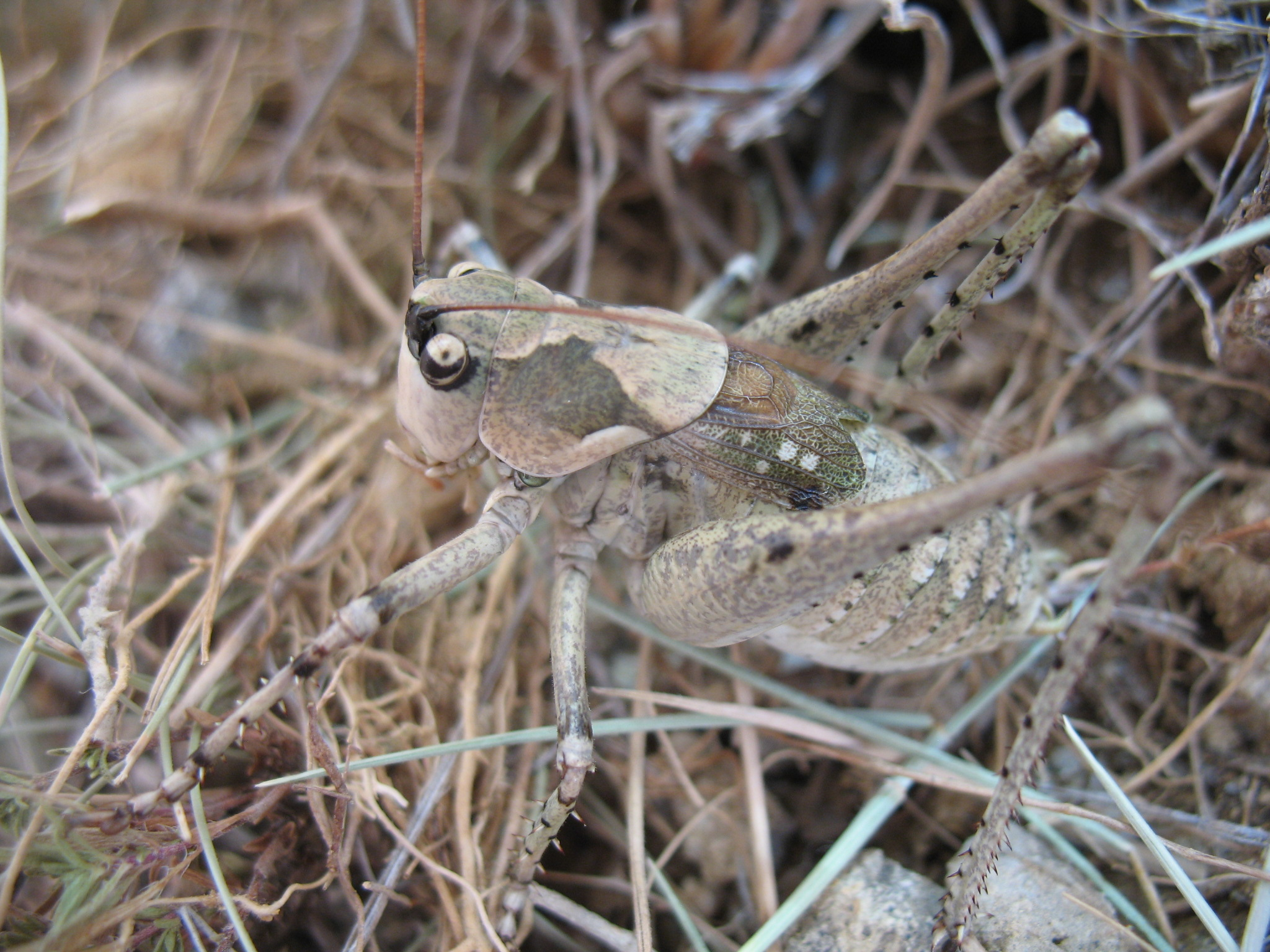
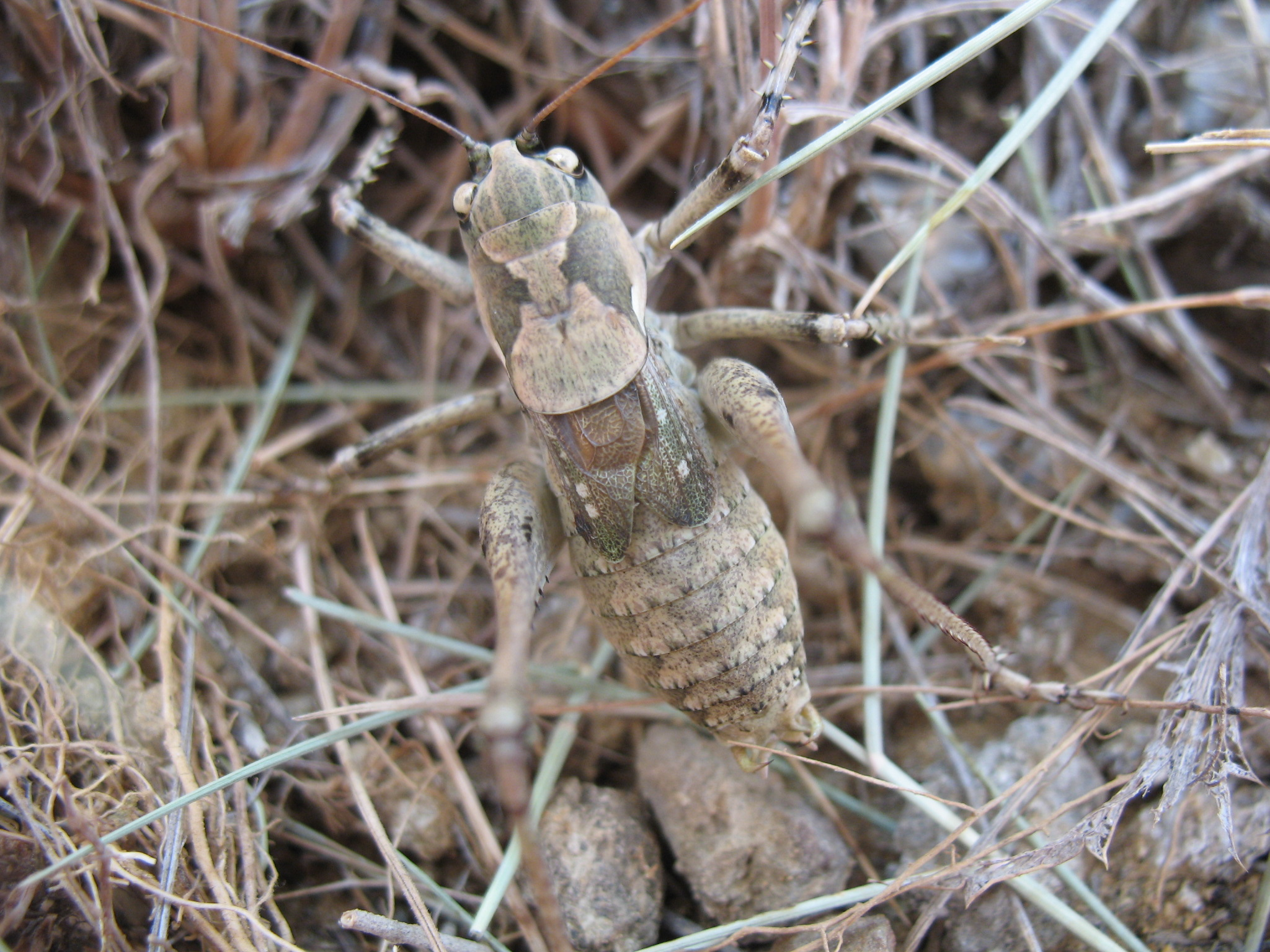